# Олександрівський дуб
Олександрівський дуб — один з об'єктів природно-заповідного фонду Полтавської області, ботанічна пам'ятка природи місцевого значення. Ботанічна пам'ятка природи місцевого значення «Олександрівський дуб» була оголошена рішенням двадцять другої сесії Полтавської обласної ради народних депутатів п'ятого скликання від 28 серпня 2009 року.

## Розташування
Пам'ятка природи розташована в селі Олександрівка Пирятинського району, Полтавської області. Росте в центрі села біля церкви.  Перебуває під охороною Олександрівської сільської ради.

## Історія
У ХІХ столітті дерево росло в лісопарку маєтку генерала Олександра Богдановича, але з'явилось задовго до насадження парку і органічно вписалося в загальну структуру насаджень. Вік дуба можна оцінити у 350–400 років, що робить його удвічі старшим за саму Олександрівку, яка була заснована на початку ХІХ століття генералом Олександром Богдановичем. Разом із Шевченковим дубом у Березовій Рудці та Пирятинським дубом він належить до найстаріших дерев району.

## Мета
Мета створення пам'ятки природи — подальше поліпшення заповідної справи в Полтавській області, збереження цінних природних, ландшафтних комплексів, об'єктів тваринного і рослинного світу.

## Значення
Ботанічна пам'ятка природи місцевого значення «Олександрівський дуб» має особливе природоохоронне, наукове, естетичне та пізнавальне значення.

## Загальна характеристика
Загальна площа ботанічної пам'ятки природи місцевого значення «Олександрівський дуб» становить 0,02 га.
Дерево віком близько 400 років. Висота дерева близько 25 м, воно має гінкий стовбур окружністю 4,5 м. 
Перше галуження дуба відзначене на висоті 4 м.
Дуб має велетенські розміри та поважний вік, що робить його унікальним природним об'єктом.
Обстежувався A.B. Подобайлом, А.І. Остапенко (2006); A.B. Подобайлом, Н.О. Стецюк (2010), O.A. Скирдою (2012).
У 2016 році обхват стовбура на висоті 1,3 м становив 5,04 м.

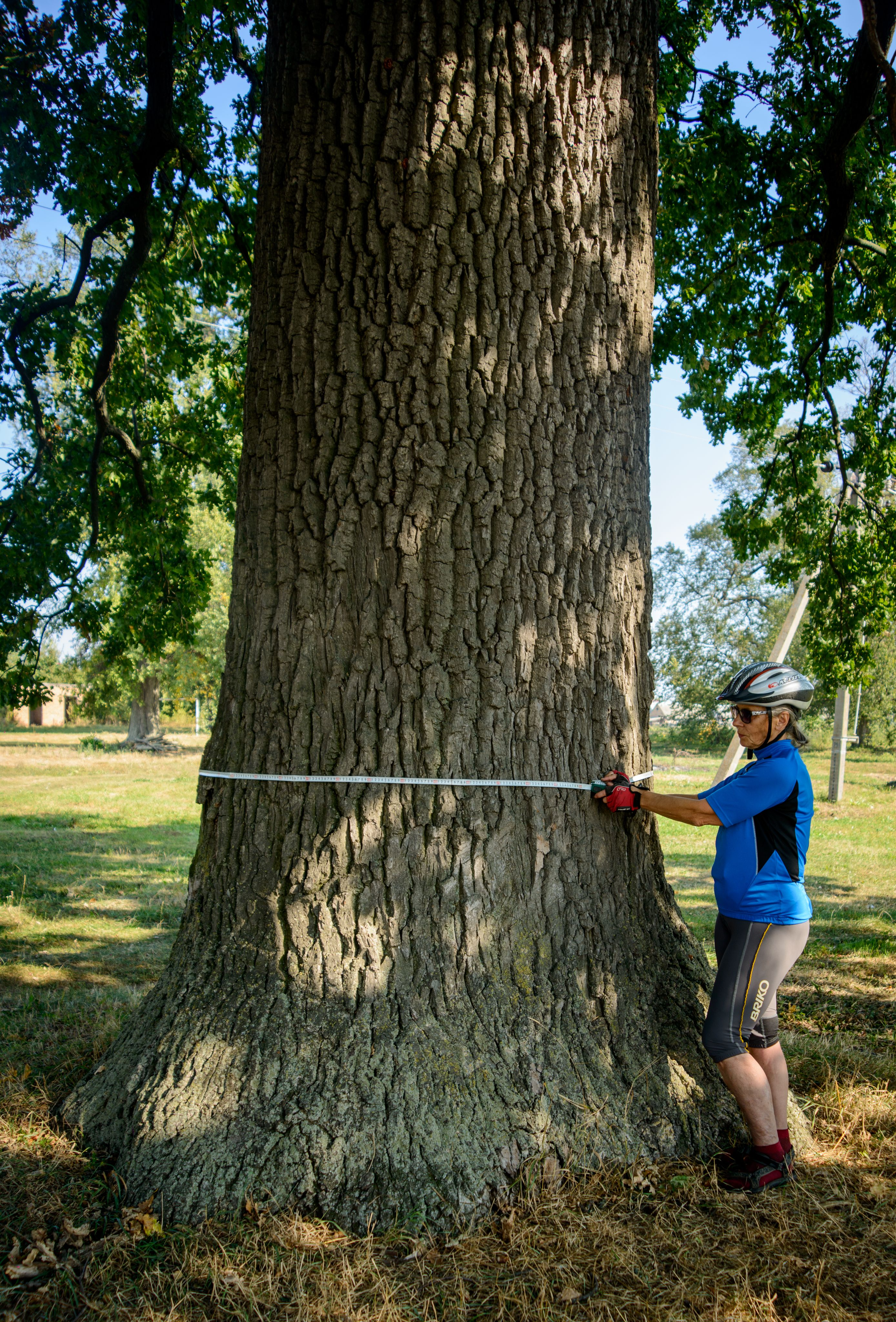
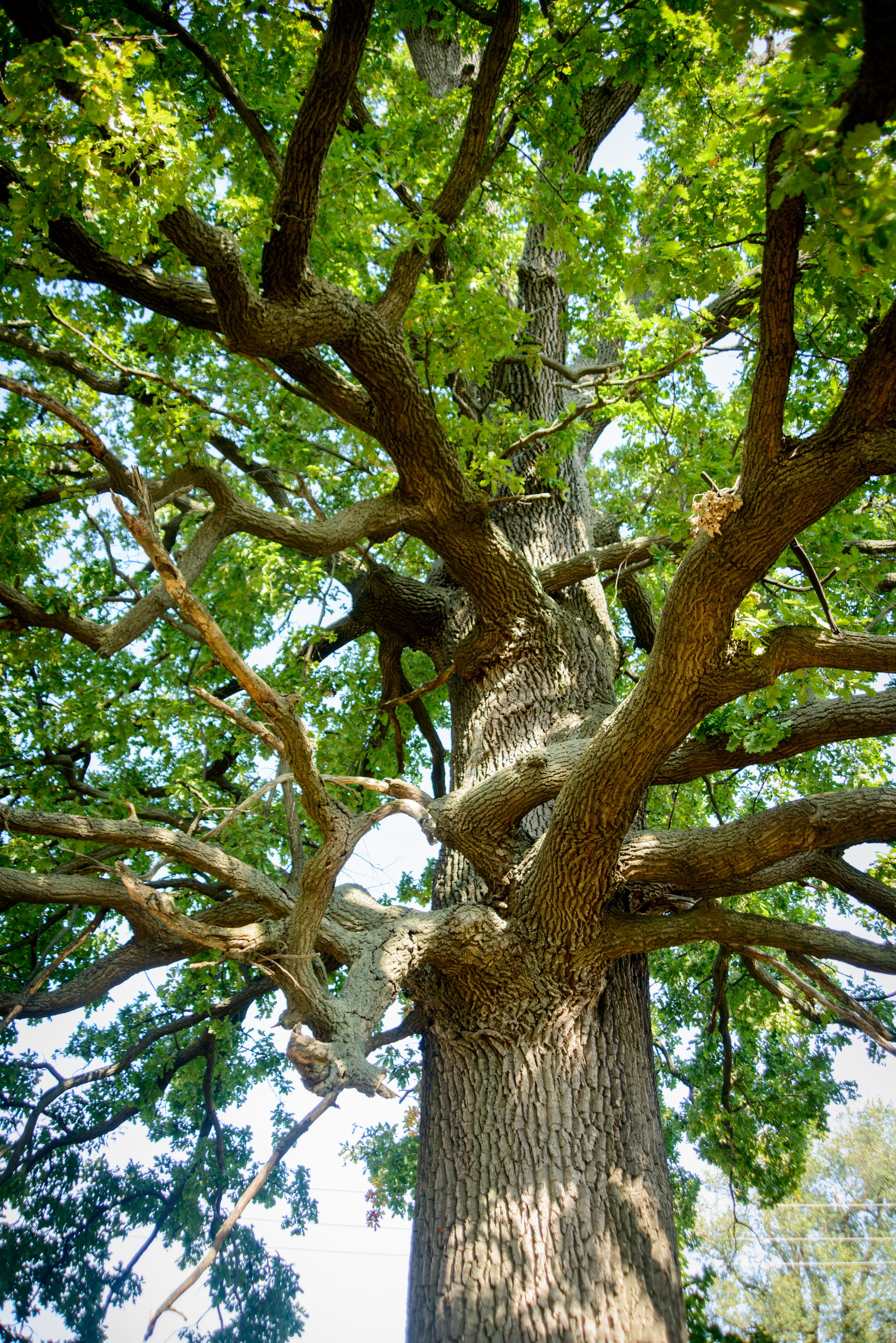
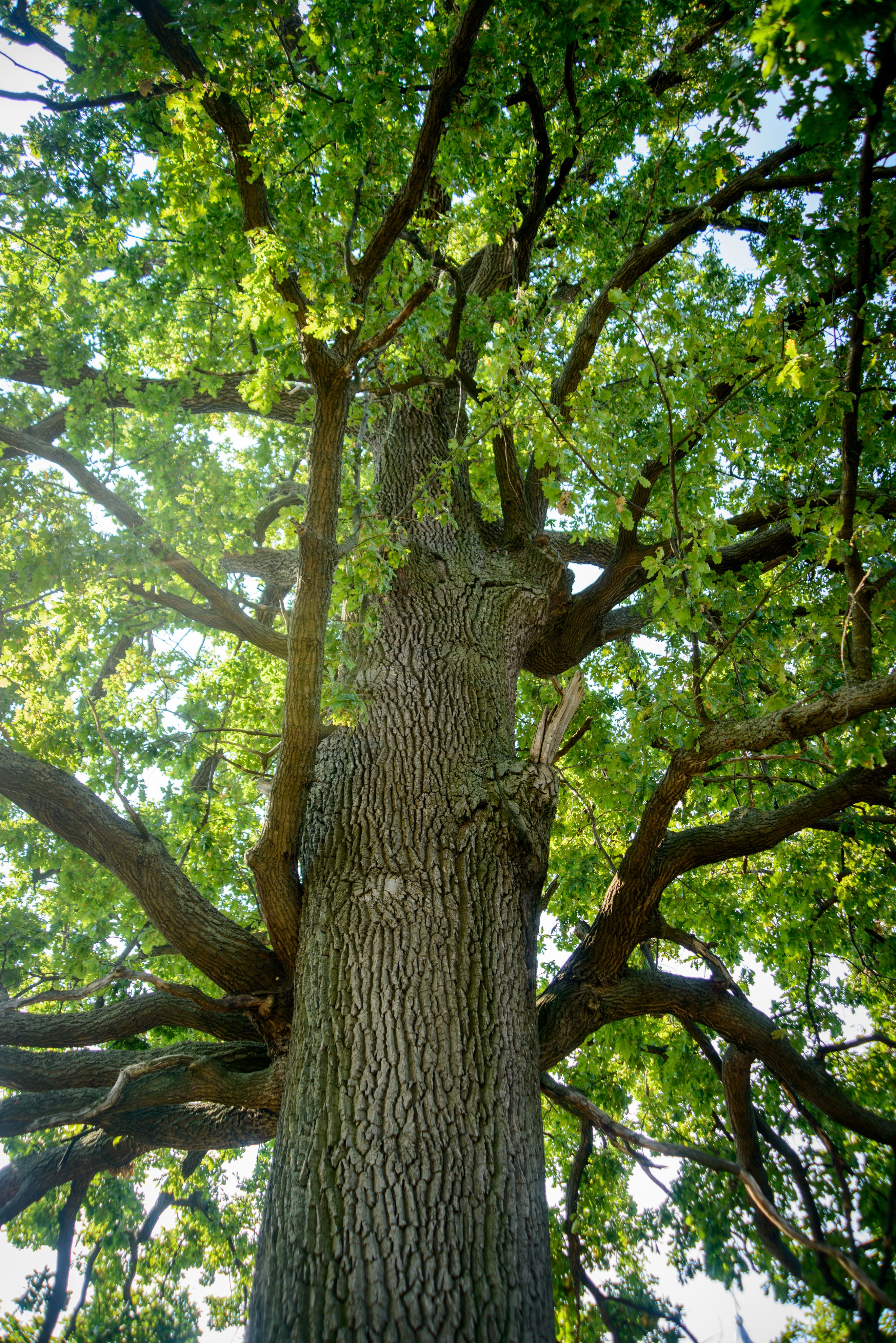
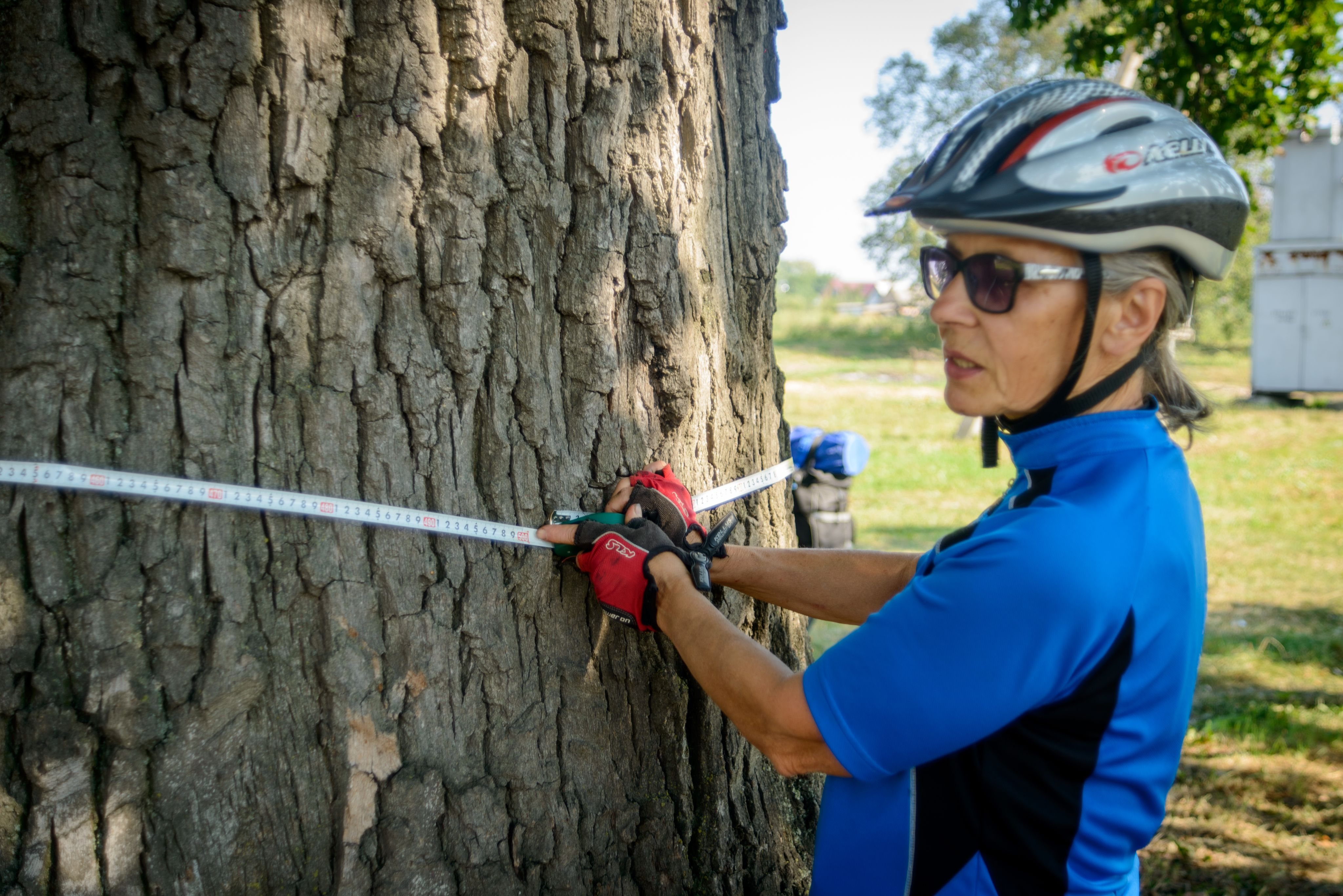
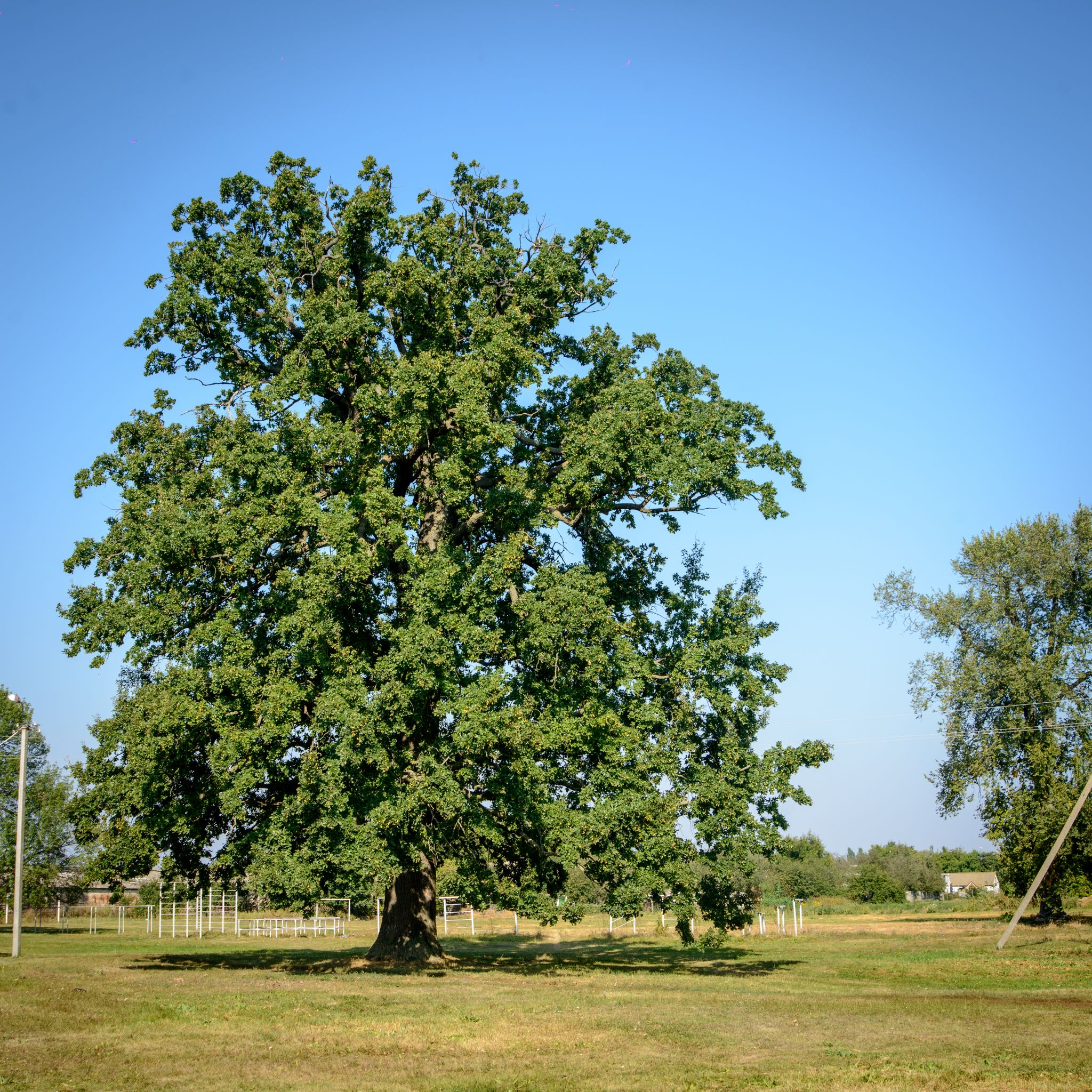
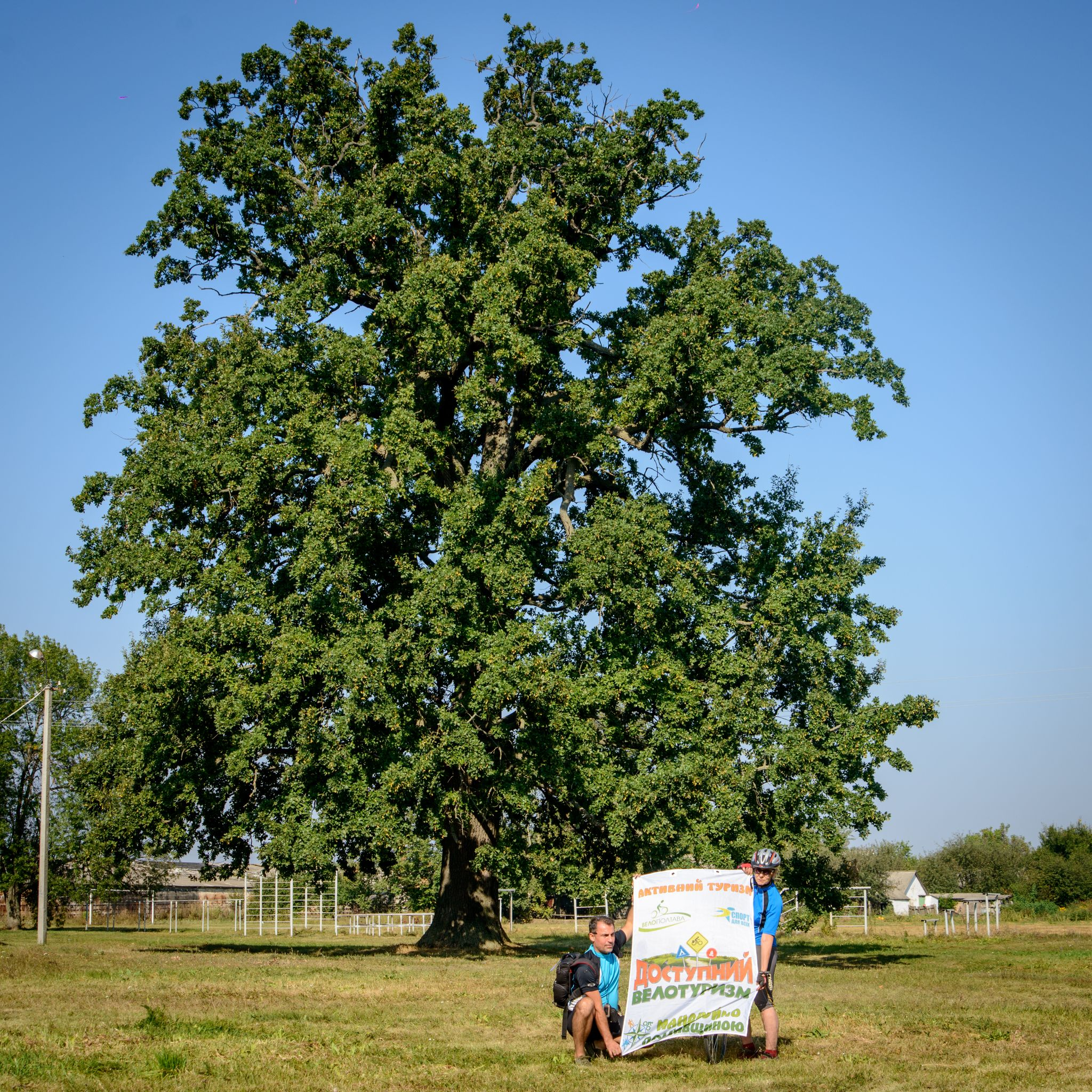
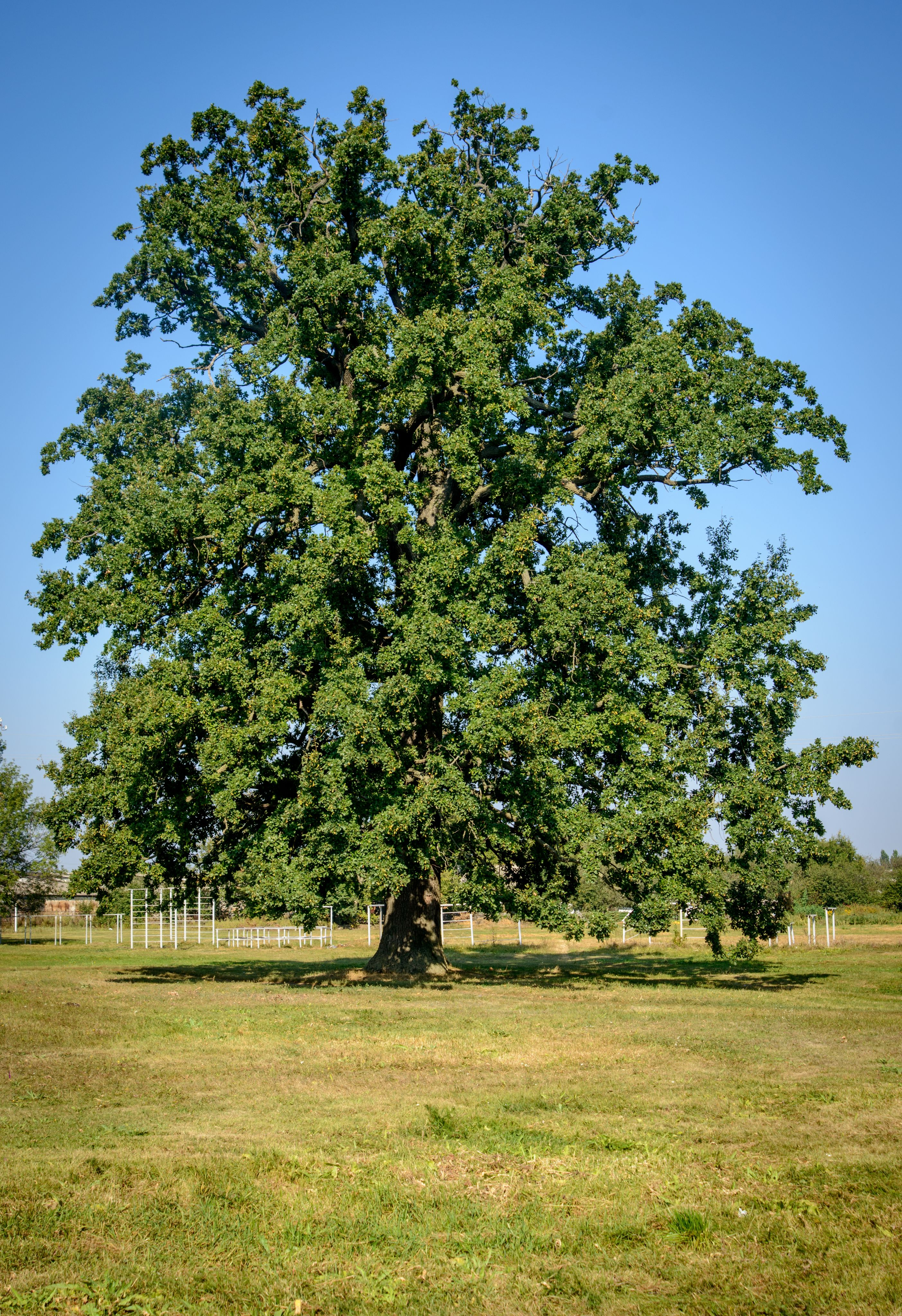
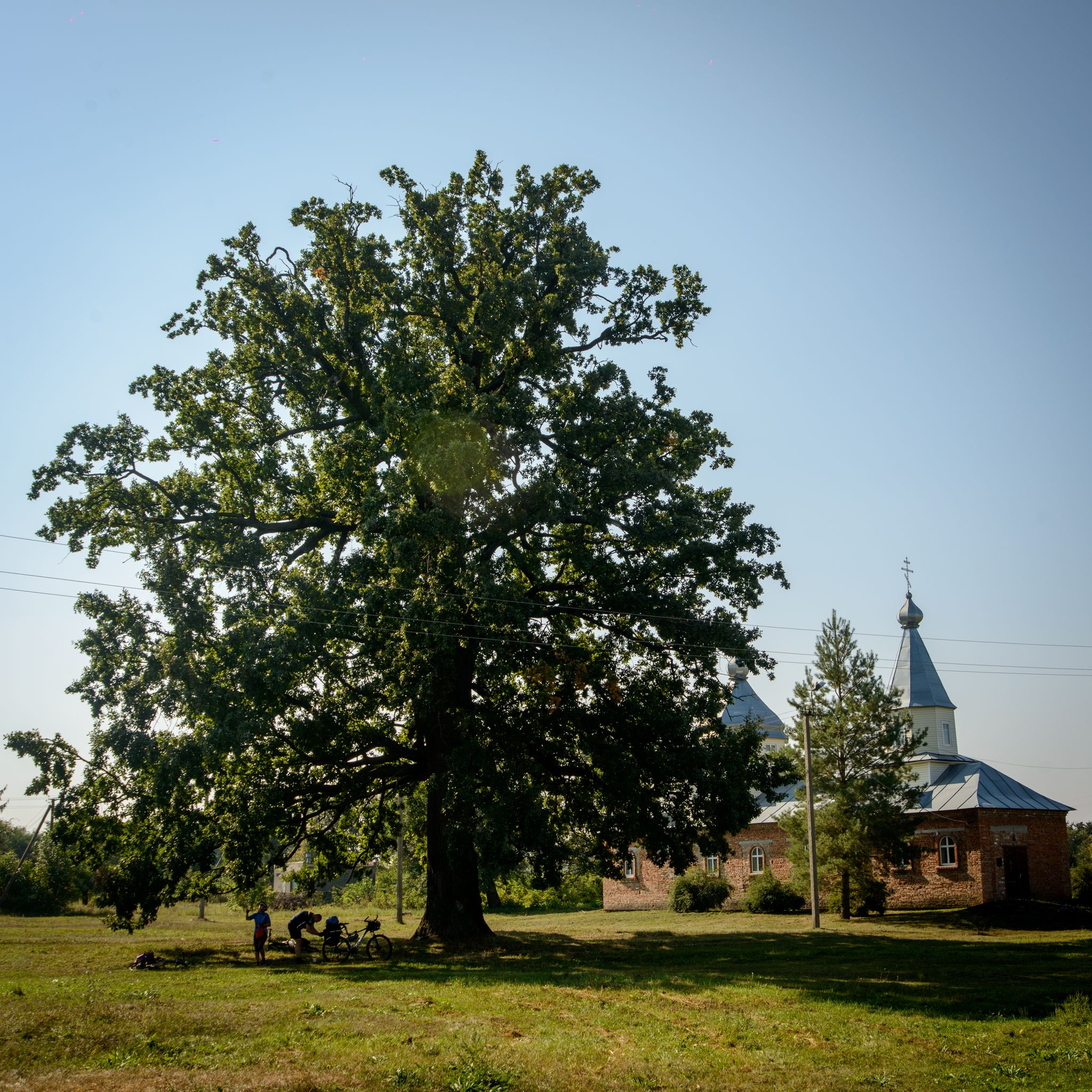

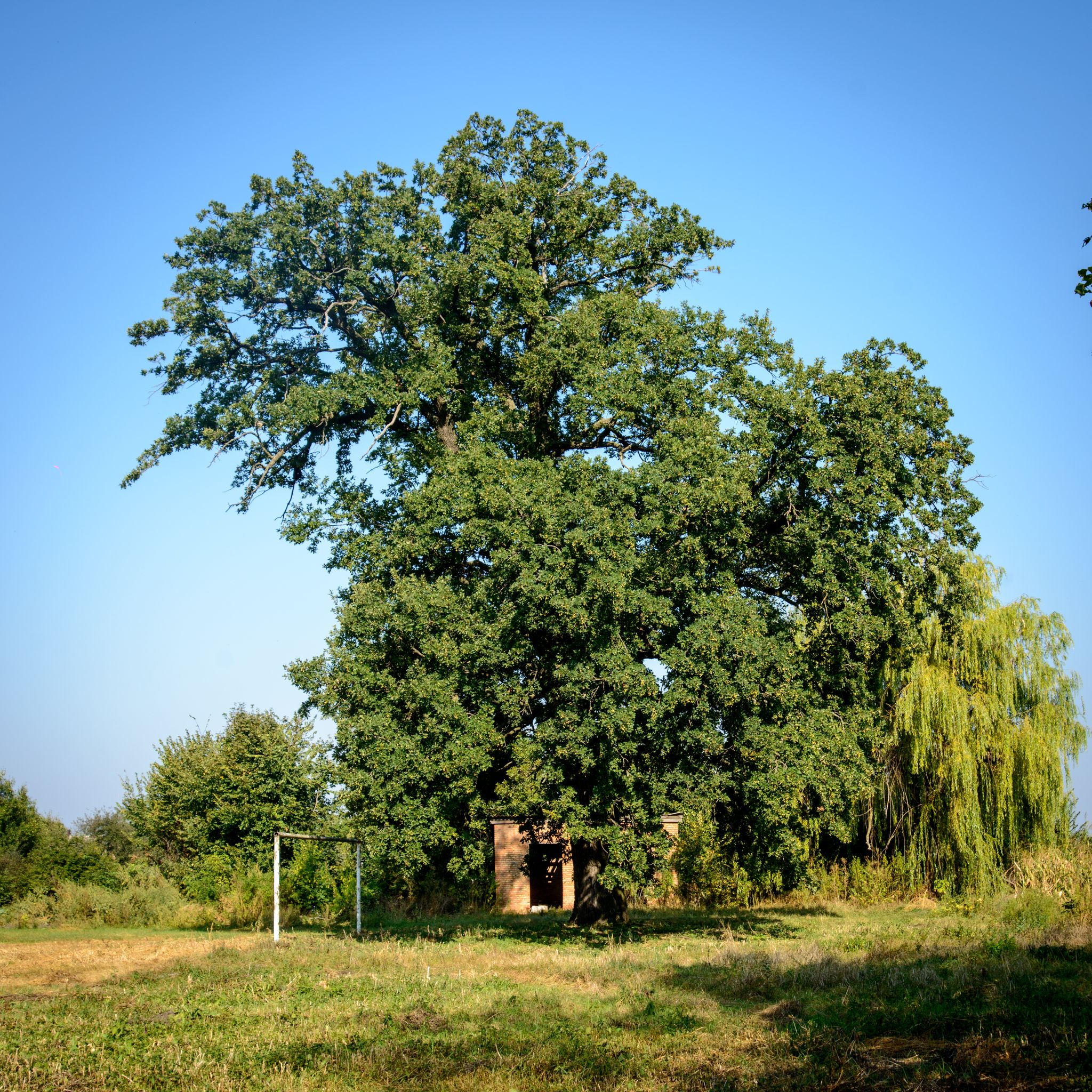
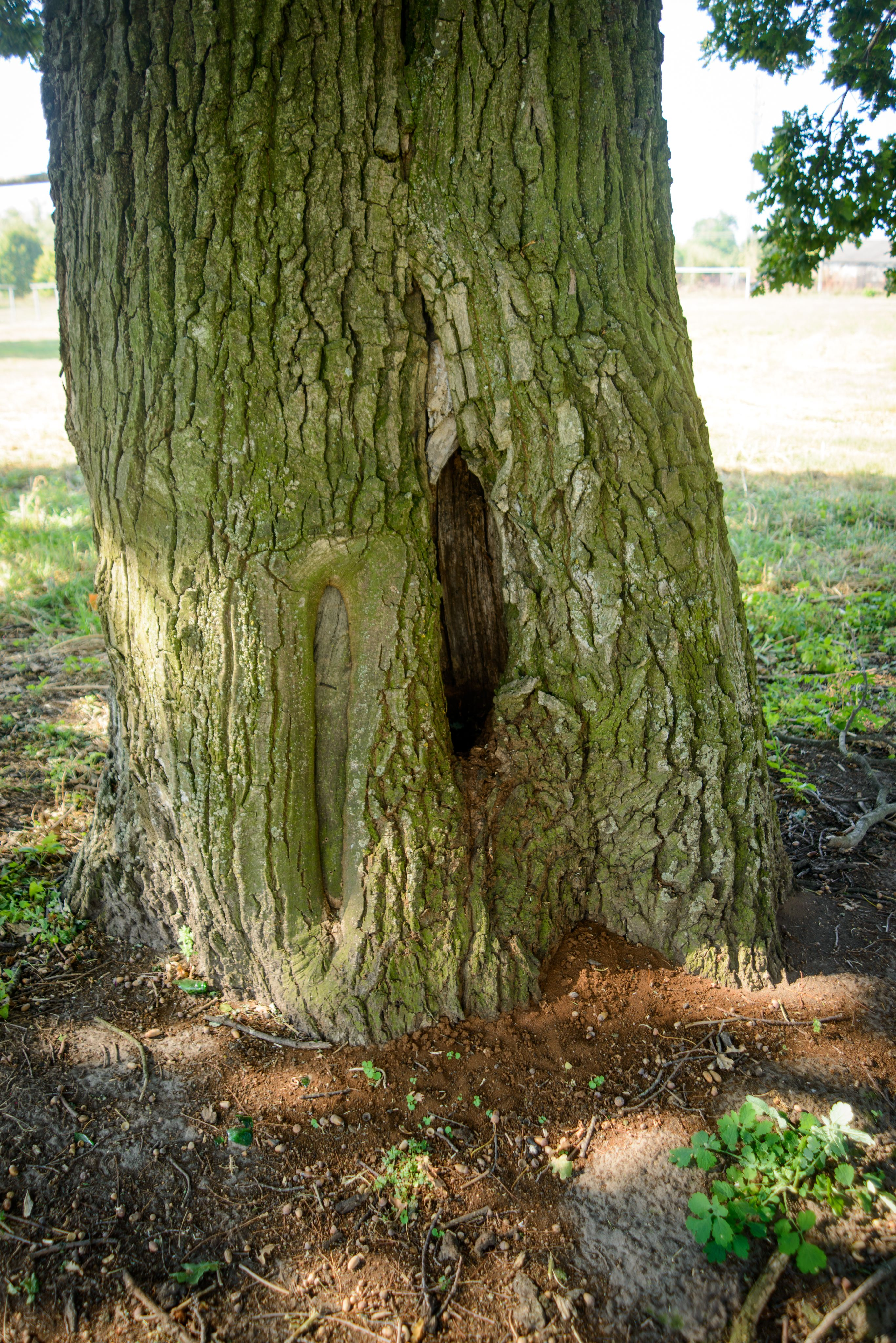
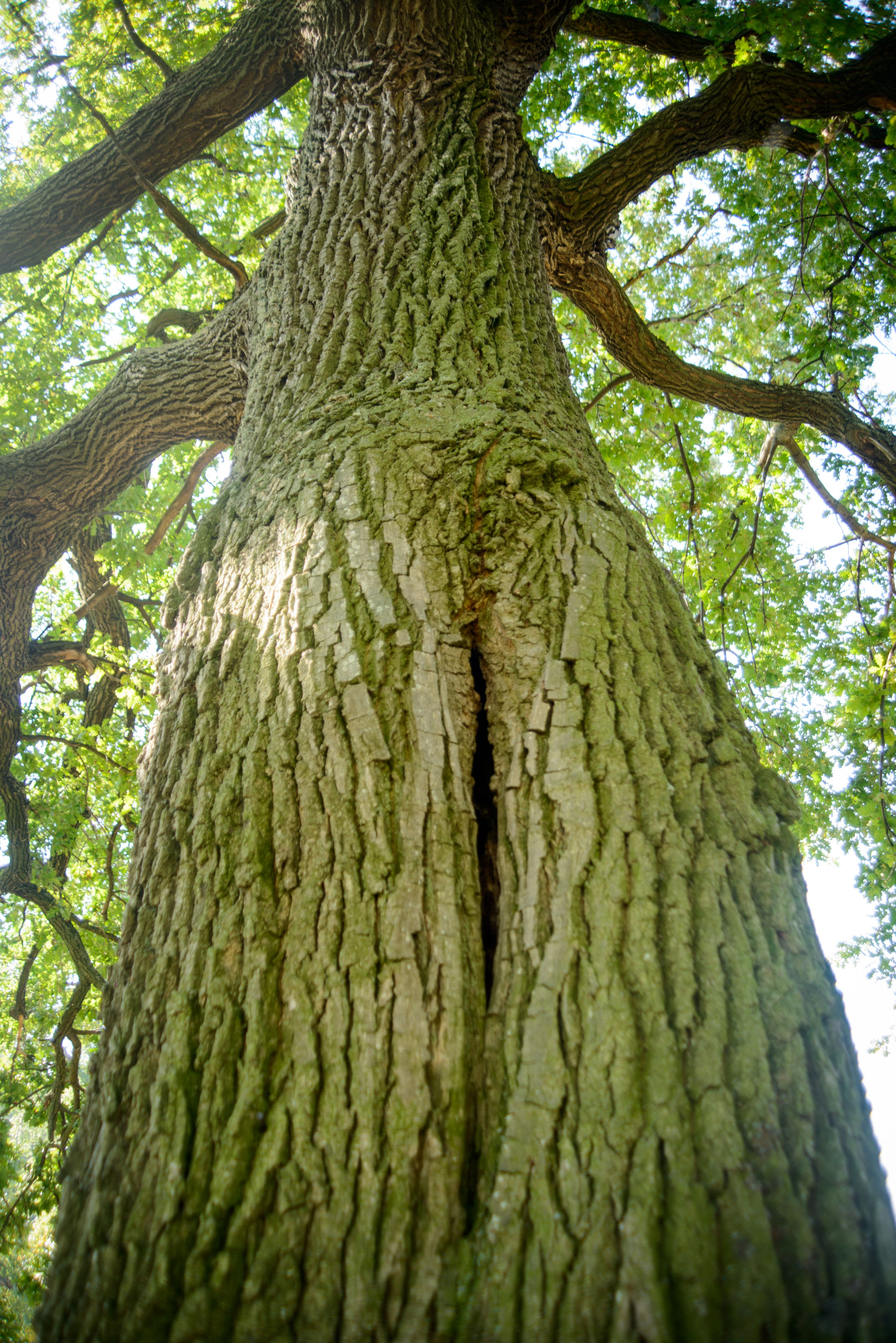
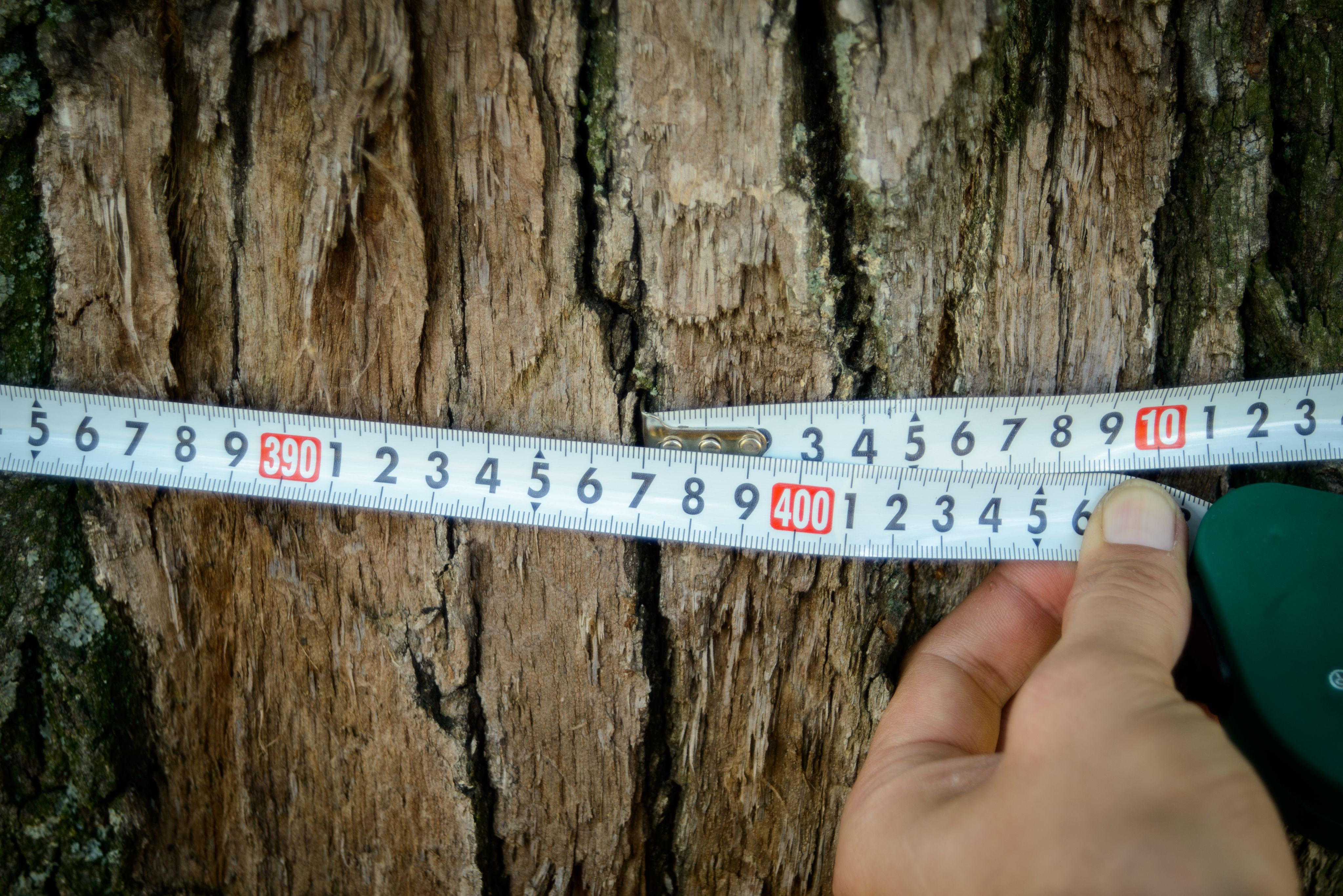
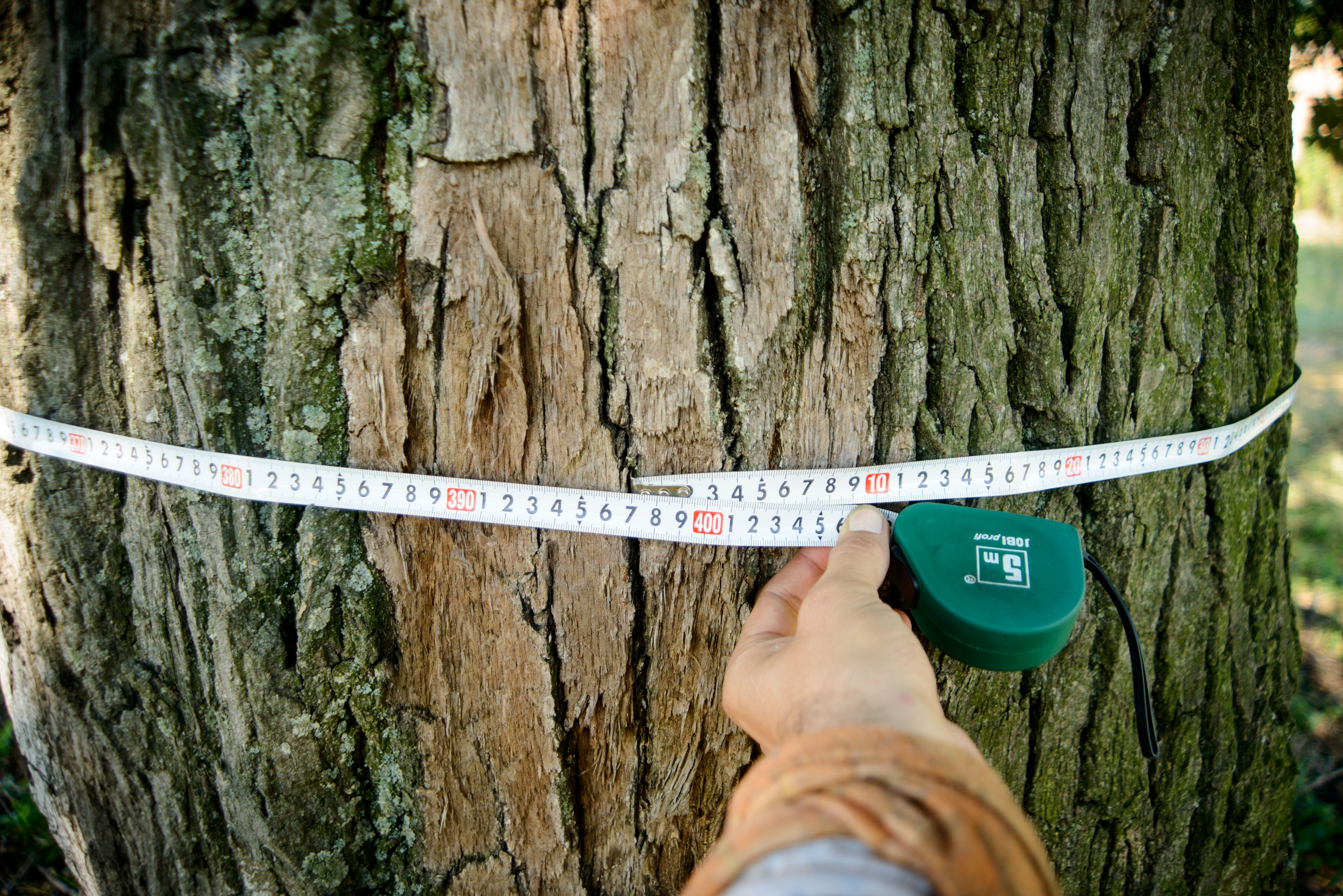
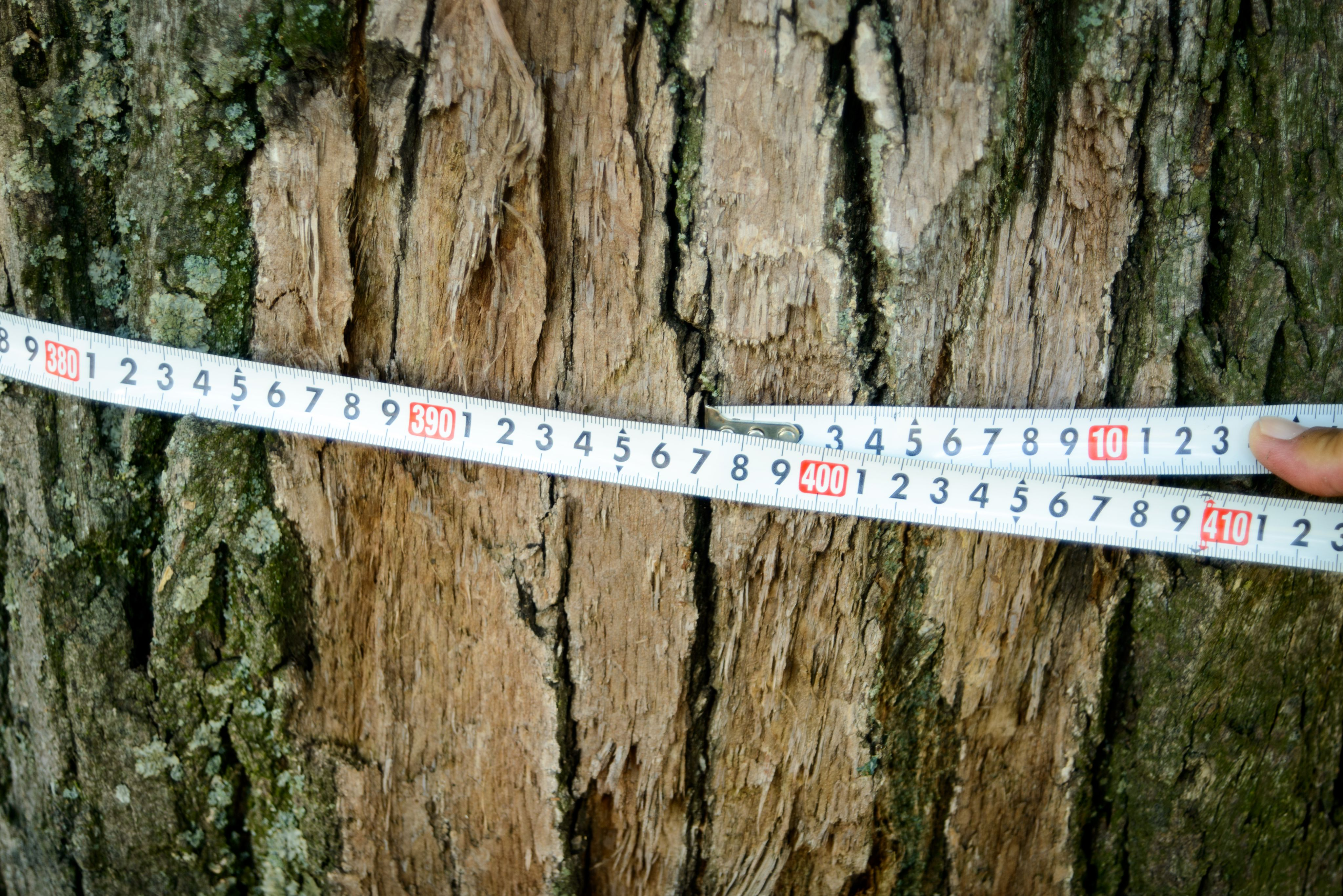
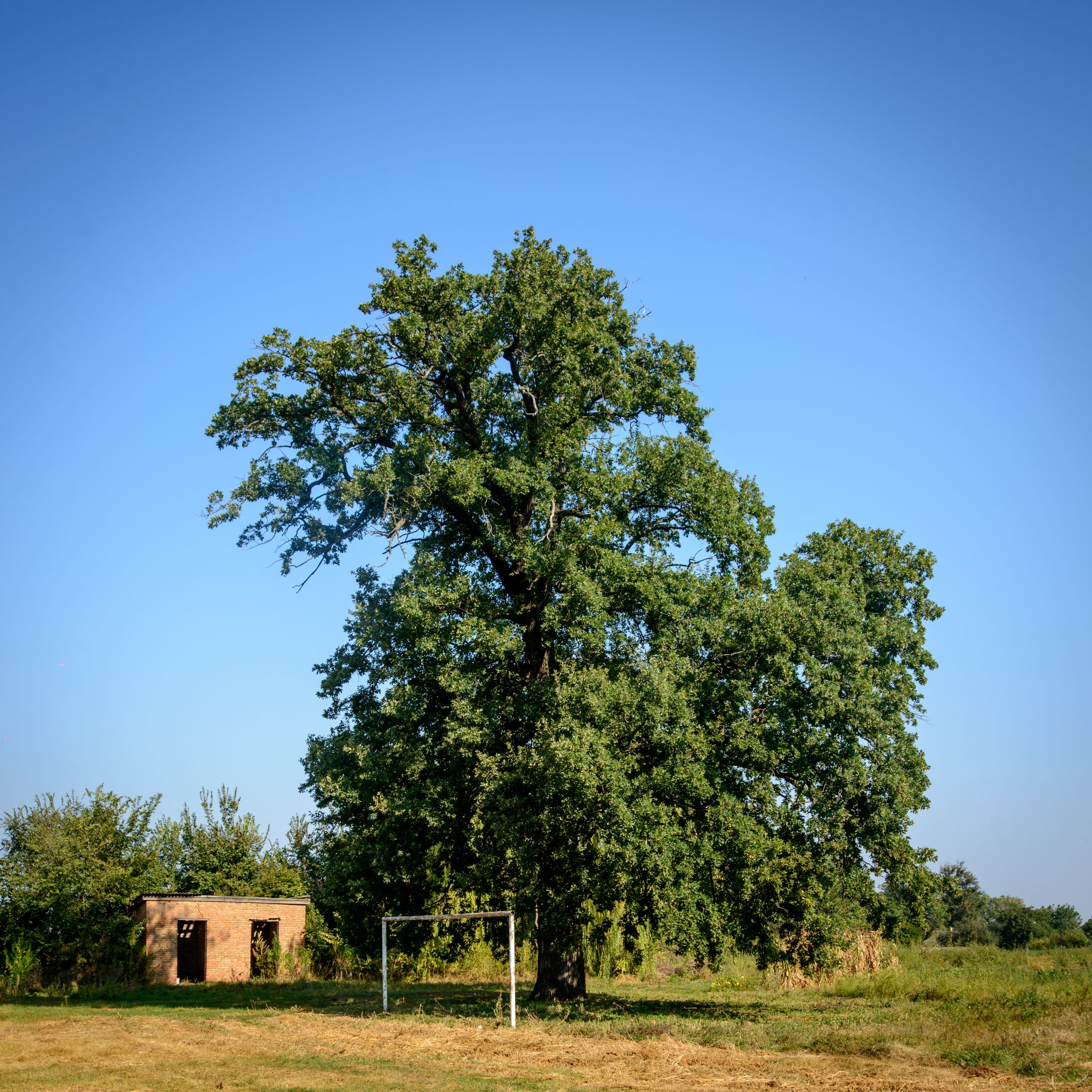

Поряд із деревом, з іншої сторони футбольного поля, зростає ще один віковий дуб. Потребує обстеження та лікування.
У 2016 році обхват стовбура на висоті 1,3 м становив 3,97 м.